# Kikerudsjön
Kikerudsjön är en sjö i Munkedals kommun i Dalsland och ingår i Örekilsälvens huvudavrinningsområde. Sjön är 3,5 meter djup, har en yta på 0,363 kvadratkilometer och är belägen 91 meter över havet. Sjön avvattnas av vattendraget Rölandaån. Vid provfiske har abborre, braxen, gädda och mört fångats i sjön.

## Delavrinningsområde
Kikerudsjön ingår i det delavrinningsområde (649208-126426) som SMHI kallar för Mynnar i Munkedalsälvens vattendragsyta. Medelhöjden är 131 meter över havet och ytan är 25,1 kvadratkilometer. Det finns inga avrinningsområden uppströms utan avrinningsområdet är högsta punkten. Rölandaån som avvattnar avrinningsområdet har biflödesordning 3, vilket innebär att vattnet flödar genom totalt 3 vattendrag innan det når havet efter 12 kilometer. Avrinningsområdet består mestadels av skog (77 procent). Avrinningsområdet har 0,63 kvadratkilometer vattenytor vilket ger det en sjöprocent på 2,5 procent.